# Білківська сільська рада (Іллінецький район)
| Білківська сільська рада — колишній орган місцевого самоврядування у Іллінецькому районі Вінницької області з адміністративним центром у с. Білки. Сільській раді були підпорядковані населені пункти: - с. Білки - с. Привільне |

## Склад ради
Рада складалася з 16 депутатів та голови.

## Керівний склад сільської ради
| ПІБ                           | Основні відомості                                                               | Дата обрання | Дата звільнення |
| ----------------------------- | ------------------------------------------------------------------------------- | ------------ | --------------- |
| Оксанишина Ніна Михайлівна    | Сільський голова, 1958 року народження, освіта, позапартійна                    | 26.03.2006   | 31.10.2010      |
| Березовська Олена Анатоліївна | Сільський голова, 1965 року народження, освіта середня спеціальна, позапартійна | 31.10.2010   |                 |

Примітка: таблиця складена за даними джерела